# Skaland
Skaland is een plaats in de Noorse gemeente Senja op het eiland Senja in de provincie Troms. Het dorp is de zetel van het gemeentebestuur en telt 200 inwoners.

## Kerk

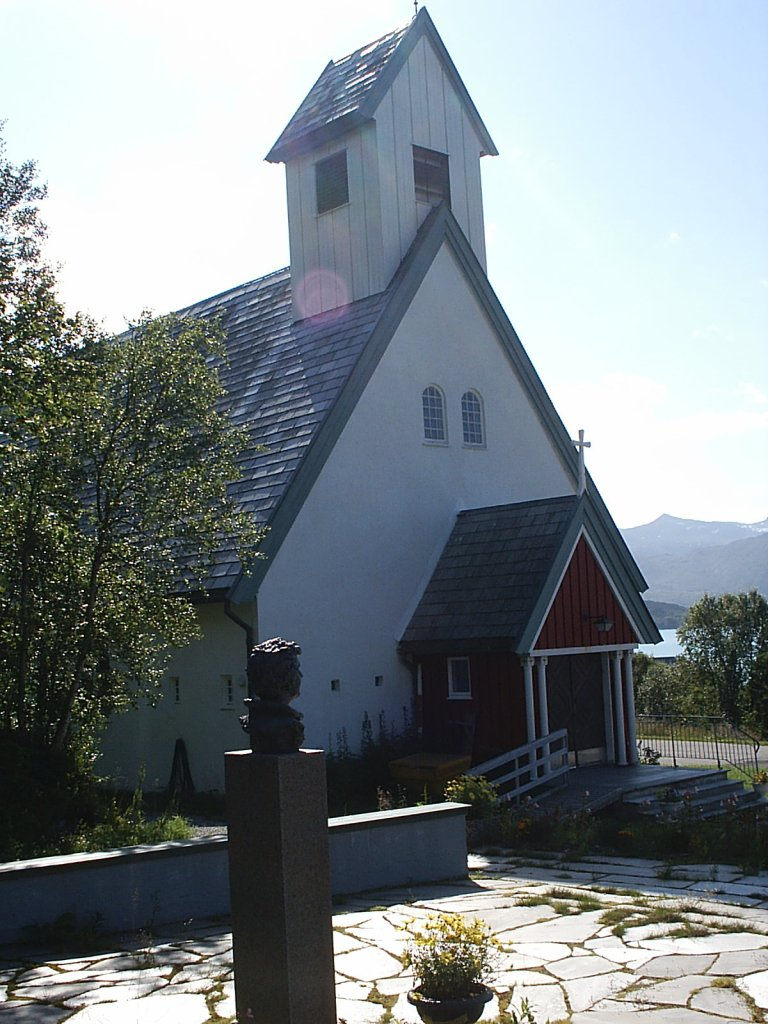

Het dorp heeft een eenvoudige houten kerk uit 1955. Het gebouw werd ontworpen door de architect Hans Magnus, die voornamelijk actief was in het noorden van Noorwegen. De kerk biedt plaats aan 225 mensen.